# Adam Burt
Adam Lee Burt (* 15. Januar 1969 in Detroit, Michigan) ist ein ehemaliger US-amerikanischer Eishockeyspieler, der im Verlauf seiner aktiven Karriere zwischen 1985 und 2001 unter anderem 758 Spiele für die Hartford Whalers, Carolina Hurricanes, Philadelphia Flyers und Atlanta Thrashers in der National Hockey League (NHL) auf der Position des Verteidigers bestritten hat.

## Karriere
Burt verbrachte seine Juniorenzeit in der Ontario Hockey League (OHL) bei den North Bay Centennials. Dort bestritt der Verteidiger seine Rookiesaison im Spieljahr 1985/86. Im Sommer 1987 wurde er schließlich im NHL Entry Draft 1987 in der zweiten Runde an 39. Stelle von den Hartford Whalers aus der National Hockey League (NHL) ausgewählt. Diese holten ihn zum Ende der Saison 1987/88 in den Kader ihres Farmteams, den Binghamton Whalers, aus der American Hockey League (AHL). Dort und ebenso bei den Hartford Whalers in der NHL begann Burt auch die folgende Spielzeit, ehe er wieder zu den Centennials in die OHL geschickt wurde, um dort sein viertes und letztes Juniorenjahr zu absolvieren.
Mit Beginn der Saison 1989/90 stand der Abwehrspieler schließlich im Stammkader der Whalers, dem er bis zum Sommer 1997 vorbehaltlos angehörte, ehe die Whalers umgesiedelt wurden und fortan als Carolina Hurricanes in der NHL spielten. Burt blieb zwei weitere Spieljahre in Diensten der Hurricanes, ehe er im März 1999 im Tausch für Andrei Kowalenko zu den Philadelphia Flyers transferiert wurde. Für die Flyers bestritt er den Rest der Saison 1998/99 und die folgende. Da sein Vertrag im Sommer 2000 ausgelaufen war, schloss er sich als Free Agent den Atlanta Thrashers an. Aufgrund einer Rückenverletzung bestritt Burt allerdings nur 27 Spiele für Atlanta. Nachdem Burt im Spieljahr 2001/02 vertragslos geblieben war und seine Verletzung auskuriert hatte, entschloss er sich im August 2002 im Alter von 33 Jahren seine aktive Karriere zu beenden.

### International
Für sein Heimatland war Burt bei den Junioren-Weltmeisterschaften der Jahre 1987 und 1989 sowie den Weltmeisterschaften in den Jahren 1993 und 1998 aktiv.

## Erfolge und Auszeichnungen
- 1988 OHL Second All-Star Team

## Karrierestatistik

### International
Vertrat die USA bei:
- Junioren-Weltmeisterschaft 1987
- Junioren-Weltmeisterschaft 1989
- Weltmeisterschaft 1993
- Weltmeisterschaft 1998

(Legende zur Spielerstatistik: Sp oder GP = absolvierte Spiele; T oder G = erzielte Tore; V oder A = erzielte Assists; Pkt oder Pts = erzielte Scorerpunkte; SM oder PIM = erhaltene Strafminuten; +/− = Plus/Minus-Bilanz; PP = erzielte Überzahltore; SH = erzielte Unterzahltore; GW = erzielte Siegtore; 1 Play-downs/Relegation; Kursiv: Statistik nicht vollständig)